# Périgban
Périgban è un dipartimento del Burkina Faso classificato come comune, situato nella Provincia di Poni, facente parte della Regione del Sud-Ovest.
Il dipartimento si compone del capoluogo e di altri 28 villaggi: Bondomina, Diégbanao, Diondione, Dodola, Gnangbalandouo, Gorongorona, Harkora, Kaldèra, Kamao, Kuèkuèra, Langara, N'sorpèra, N'tompira, Ouadaradouo, Piersièlèla, Polkparara, Polla-Birifor, Sinkoura, Sompora, Sourounsourouna, Tankoura, Timbikora, Timintira, Tinlou, Tiopolo, Tontolombora, Vinvèlèna e Wirilona.